# Dongsan-dong, Iksan
Dongsan-dong (koreanska: 동산동)  är en stadsdel i staden Iksan i provinsen Norra Jeolla i den centrala delen av Sydkorea, 180 km söder om huvudstaden Seoul.